# Машйа и Машйана
Машйа и Машйана (авест. Мартйа и Мартйанаг, ср.-перс. Машйа и Машйане, Михрие и Михрияне; позднее Махлийа и Махлийанаг) — в иранской мифологии перволюди. Рассказ о них, содержавшийся в утраченном «Чихрдад-наске» Авесты, сохранился в изложении «Бундахишна», ряд упоминаний есть также в «Денкарде». О них не сказано ни в ранних авестийских текстах, ни в позднейшей «Шахнаме».

## Миф
Они выросли из Земли-Спандармад, в которую попало семя Гайомарда, через 40 лет, первоначально в виде ревеня, а ещё через 15 лет приняли форму людей, однако их тела были сросшимися у талии. Тогда Ормазд обратился к ним с речью, назвав их родителями мира и указав, что они должны исполнять деяния веры и совершать благие мысли, слова и дела, и они осознали, что всё благое в мире создано Ормаздом. Однако Злой дух осквернил их мысли, и они сказали о творении некоторых вещей злым духом и тем согрешили, за что попали в ад.
Рассказ о том, как Машйа и Машйане сначала питались водой, потом растениями, а затем от молока перешли к мясной пище, имеет ряд параллелей в иранской литературе (в частности, указывается, что в тысячелетие Хушидармаха — предпоследнее в существовании мира, порядок изменения питания будет обратным — от мясной пищи к вегетарианству и воде). Элиаде указывает, что во многих архаических мифах первая пара имеет растительное происхождение (ср. Аск и Эмбла) и не испытывает потребности в пище, а грех иранских героев заключается одновременно во вкушении пищи и лжи. Согласно же «Денкарду», сам Ормазд показал Машйа и Машйане, как сеять зерно и пахать на быках.
По «Бундахишну», 30 дней они блуждали без пищи, после чего встретили в степи белую козу и стали пить её молоко, что стало причиной второй лживой речи Машйа. Ещё через 30 дней они убили чёрную овцу, разожгли огонь трением двух видов дерева и поджарили овцу на вертеле, уделив часть мяса огню, а часть — богам (но эту долю съедает коршун), после чего изготовили из шкуры одежду. Они научились изготавливать одежду из пряжи, сделали железный топор, а затем поссорились и стали почитать дэвов, подоив корову и возливая молоко на север.
На протяжении 50 лет у них не было желания сблизиться, но затем они возжелали друг друга и соединились. Через 9 месяцев у них родилась двойня (мальчик и девочка), но они так «вкусно выглядели», что одного ребёнка съела мать, а другого — отец. Тогда Ормазд лишил детей привлекательности, и последующие дети выжили. У Машйа и Машйане родилось ещё 7 пар близнецов (одна пара: Сиямак и Вашак, или Нисак), и брат и сестра каждой пары вступили в брак друг с другом, и от них произошли человеческие расы. Машйа и Машйане умерли через 100 лет. (по другому подсчёту, они жили в супружестве 93 года, пока не началось правление Хушанга.)
При воскрешении мёртвых они оживут сразу после Гайомарда.
В некоторых манихейских текстах перволюди носят имена Гехмурда и Мурдийанаг (в других — Адам и Ева), и рассказ о них несёт зороастрийское влияние.